# Germany’s Next Topmodel/Staffel 5
Die fünfte Staffel der deutschen Castingshow Germany’s Next Topmodel wurde zwischen dem 4. März und dem 13. Juni 2010 auf dem Privatsender ProSieben ausgestrahlt. Als Siegerin wurde Alisar Ailabouni gekürt, Zweite wurde Hanna Bohnekamp vor Laura Weyel.

## Überblick

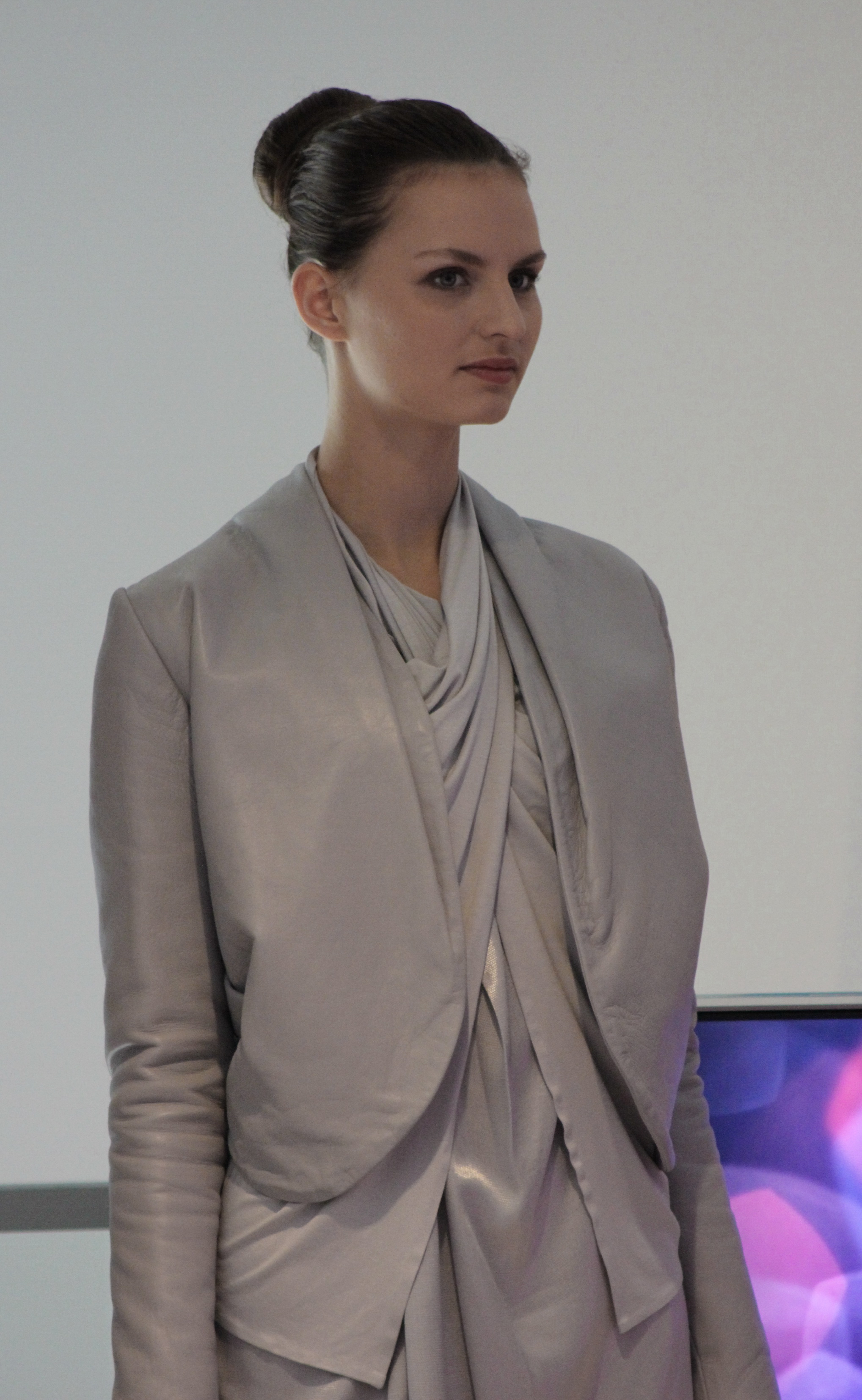
Neele Hehemann Platz 4, 2012
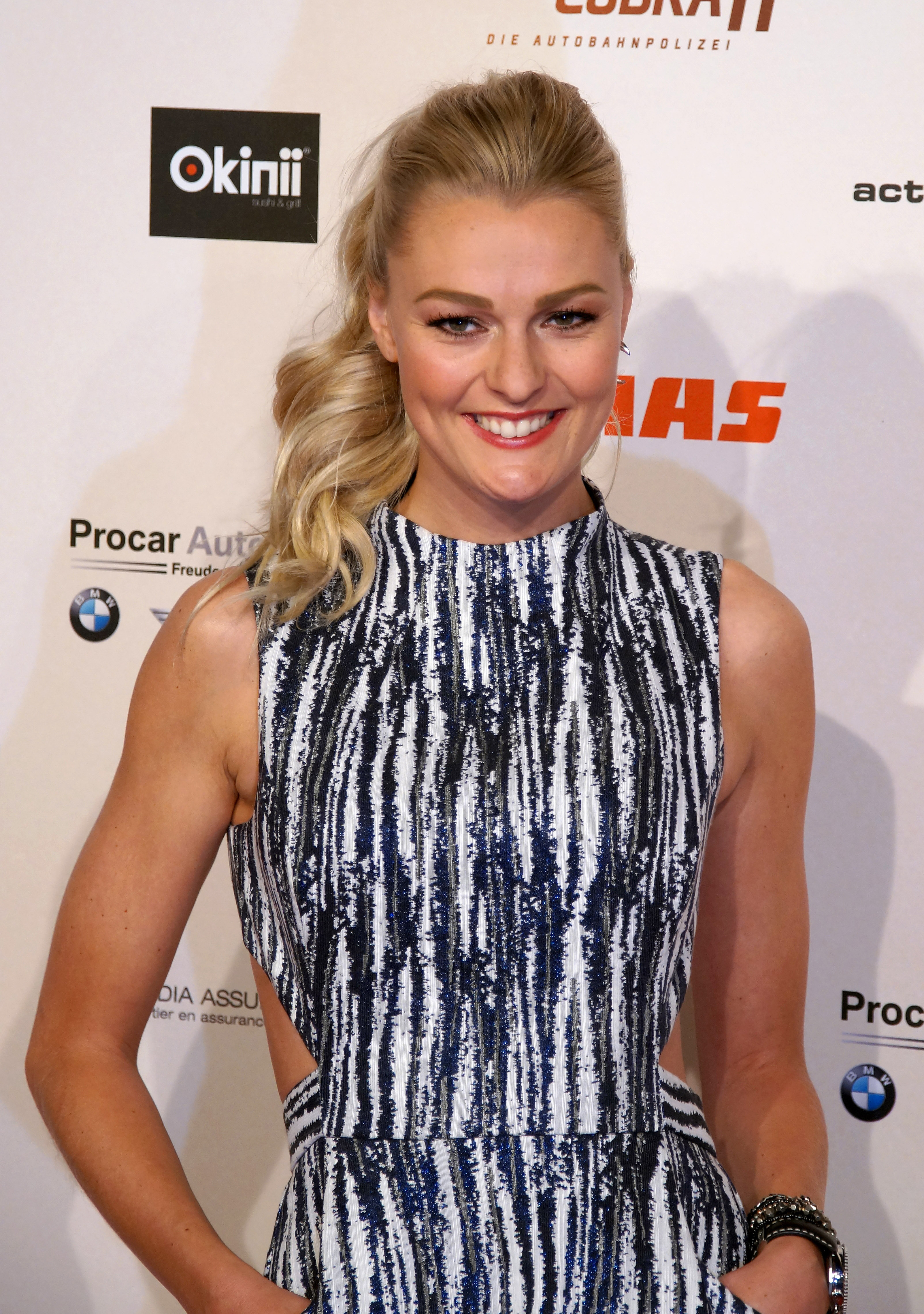
Miriam Höller Platz 11, 2016

In der Jury saßen statt Peyman Amin und Rolf Scheider der Fotograf Kristian Schuller und Qualid „Q“ Ladraa, der als Marketing-Direktor für Christian Audigier arbeitete. Als Catwalk-Trainer war Jorge Gonzalez ab der siebten Episode zu sehen. Der Titelsong der Staffel war Fight for This Love von Cheryl Cole.
Für die fünfte Staffel gingen 21.312 schriftliche Bewerbungen ein. Einem Aufruf zum zweitägigen offenen Casting am 20. Januar 2010 in Köln folgten 1936 weitere Frauen und Mädchen. Am 23. Januar 2010 wurde die Kandidatin Pauline Afaja in einem weiteren Casting im Rahmen der Wetten, dass..?-Sendung im ZDF ausgewählt. Thomas Gottschalk wettete, dass die Kandidatin unter die besten zehn kommt.
In der ersten Folge wurden in einem zweitägigen offenen Casting in Köln aus über 2.000 Bewerberinnen 64 Teilnehmerinnen ausgewählt, von denen nach einem Schaulaufen in figurbetonender Kleidung und einem „Quick-Shooting“ 31 weiterkamen. Diese reduzierten sich in der zweiten Folge nach drei Aufgaben, als letztes dem Vorführen der neuen Winterkollektion der Designerin Anja Gockel auf einem Laufsteg während der Berlin Fashion Week, auf 25. In der dritten Folge kam Pauline Afaja als 26. Kandidatin dazu. 17 Kandidatinnen gingen ab der vierten Folge auf Weltreise. Das Finale von Germany’s Next Topmodel fand am 10. Juni 2010 in der Kölner Lanxess Arena statt. Als Liveacts traten Kylie Minogue, Katy Perry, Monrose und Silversun Pickups auf. Siegerin wurde Alisar Ailabouni. Noch vor Ablauf ihres ersten Arbeitsjahres klagte sich Ailabouni aus ihren Verträgen mit der Agentur ONEeins, die aktuelle und vergangene Kandidatinnen der Castingshow vermarktet. Zuvor löste sich bereits Viktoria Lantratova auf dem Klageweg aus den Verträgen. Laura Weyel brach ihr Studium ab und lebt seit 2011 in Hongkong, wo sie als Model für den asiatischen Markt arbeitet.

## Teilnehmerinnen
| Finalistinnen der 5. Staffel *                                                                      | Finalistinnen der 5. Staffel * | Finalistinnen der 5. Staffel * | Finalistinnen der 5. Staffel * | Finalistinnen der 5. Staffel *         |
| Teilnehmerin                                                                                        | Platz                          | Alter                          | Wohnort                        | Beruf                                  |
| --------------------------------------------------------------------------------------------------- | ------------------------------ | ------------------------------ | ------------------------------ | -------------------------------------- |
| Alisar Ailabouni                                                                                    | 1                              | 20                             | Mattighofen                    | Kellnerin                              |
| Hanna Bohnekamp                                                                                     | 2                              | 18                             | Hünxe-Drevenack                | Schülerin                              |
| Laura Weyel                                                                                         | 3                              | 23                             | Düsseldorf                     | Studentin (Modemanagement)             |
| Endrundenteilnehmerinnen der 5. Staffel *                                                           |                                |                                |                                |                                        |
| Teilnehmerin                                                                                        | Platz                          | Alter                          | Wohnort                        | Beruf                                  |
| Neele Hehemann                                                                                      | 4                              | 21                             | Dresden                        | Studentin (Architektur)                |
| Louisa Mazzurana                                                                                    | 5                              | 22                             | Hannover                       | Auszubildende (Veranstaltungskauffrau) |
| Pauline Afaja                                                                                       | 6                              | 19                             | Friedrichshafen                | Schülerin                              |
| Leyla Mert                                                                                          | 6                              | 19                             | Sindelfingen                   | Studentin (Architektur)                |
| Viktoria Lantratova                                                                                 | 8                              | 22                             | Detmold                        | Einzelhandelskauffrau                  |
| Jacqueline Kohl                                                                                     | 9                              | 16                             | Lahnstein                      | Auszubildende (Hotelfachfrau)          |
| Wioleta Psiuk                                                                                       | 10                             | 18                             | Münster                        | Schülerin                              |
| Miriam Höller                                                                                       | 11                             | 22                             | Schermbeck                     | Sport- und Fitnesskauffrau, Stuntfrau  |
| Nadine Höcherl                                                                                      | 12                             | 18                             | Rettenbach-Ebersroith          | Medizinische Fachangestellte           |
| Catherine Kropp                                                                                     | 12                             | 17                             | Lüdinghausen                   | Schülerin                              |
| Luisa Kreuger                                                                                       | 14                             | 18                             | Lünen                          | Kinderpflegerin                        |
| Lara Emsen                                                                                          | 15                             | 16                             | Wedel                          | Schülerin                              |
| Petra Roscheck                                                                                      | 16                             | 25                             | Wien                           | Studentin und Model                    |
| Lena Kaiser                                                                                         | 16                             | 17                             | Datteln                        | Auszubildende                          |
| Aline Kautz**                                                                                       | 18                             | 16                             | Köln                           | Schülerin                              |
| * Stand der Angaben zu den Teilnehmerinnen: Staffelbeginn                                           |                                |                                |                                |                                        |
| ** Sagte die Teilnahme vor dem Reiseantritt ab, da ihre Schule keine Unterrichtsbefreiung erteilte. |                                |                                |                                |                                        |

## Einschaltquoten
| Folgen | Zeitraum                | Sendeplatz            | Zuschauer        | Zuschauer     | Marktanteil      | Marktanteil   | Quelle |
| Folgen | Zeitraum                | Sendeplatz            | Durchschnittlich | 14 – 49 Jahre | Durchschnittlich | 14 – 49 Jahre | Quelle |
| ------ | ----------------------- | --------------------- | ---------------- | ------------- | ---------------- | ------------- | ------ |
| 17     | 4. März – 13. Juni 2010 | Donnerstag, 20:15 Uhr | 3,01 Mio.        | 2,23 Mio.     | 10,2 %           | 18,1 %        | [ 7 ]  |